# قلب‌العقرب
قَلب‌العَقرَب، (به فارسی: کژدم‌دل، سَدویس و سرشت مریخ) یا (به انگلیسی: Antares یا Alpha Scorpii) درخشان‌ترین ستارهٔ صورت فلکی کژدم است.
کژدم‌دل یک ابرغول سرخ و یکی از درخشان‌ترین ستاره‌های آسمان است.
این ستاره احتمالاً از سال ۱۵۰ میلادی این‌گونه درخشان است چرا که در سال ۲۰۰ پ.م. آن را کم‌نورتر از ستاره کفه شمالی توصیف کرده‌اند. بسیاری بر این باورند که این ستاره سال‌ها پیش از بین رفته اما به دلیل فاصله بسیار زیادش از زمین اکنون نورش به ما رسیده و ممکن است تا سال ها بعد محو شود.

## توصیف پیشینیان
اقرب‌الموارد می‌نویسد:
قلب‌العقرب ستاره‌ای است نورانی و در کنار آن دو ستاره است.
صبح‌الاعشی ج ۲ ص ۱۶۰ می‌نویسد: یکی از ستارگان منازل قمر است، و آن ستاره‌ای است قرمز و نورانی در میان دو ستاره کم نور که عربان آن دو را «نیاطی القلب» خوانند و اصحاب صور این ستاره را قلب گویند از آنجا که در موضع قلب از صورت عقرب قرار دارد؛ و قلوب چهار ستاره‌اند: یکی همین قلب‌العقرب، دوم قلب‌السمکه، سوم قلب‌الثور، چهارم قلب‌الاسد، و هر جا قلب به‌طور اطلاق و بدون اضافه ذکر شود مراد قلب العقرب است.

## اسطورهٔ ستاره‌شناسی
در اسطوره‌های ایرانی و زرتشتی، ستارهٔ کژدم‌دل نماد اپوش، دیو خشکی شناخته می‌شود که با تیشتر، ایزد باران و باروری خاک در نبرد است. ستاره نماد ایزدتیشتر، شباهنگ است که درخشان‌ترین ستارهٔ آسمان شب در آسمان ایران‌زمین است.

## جستارهای وابسته

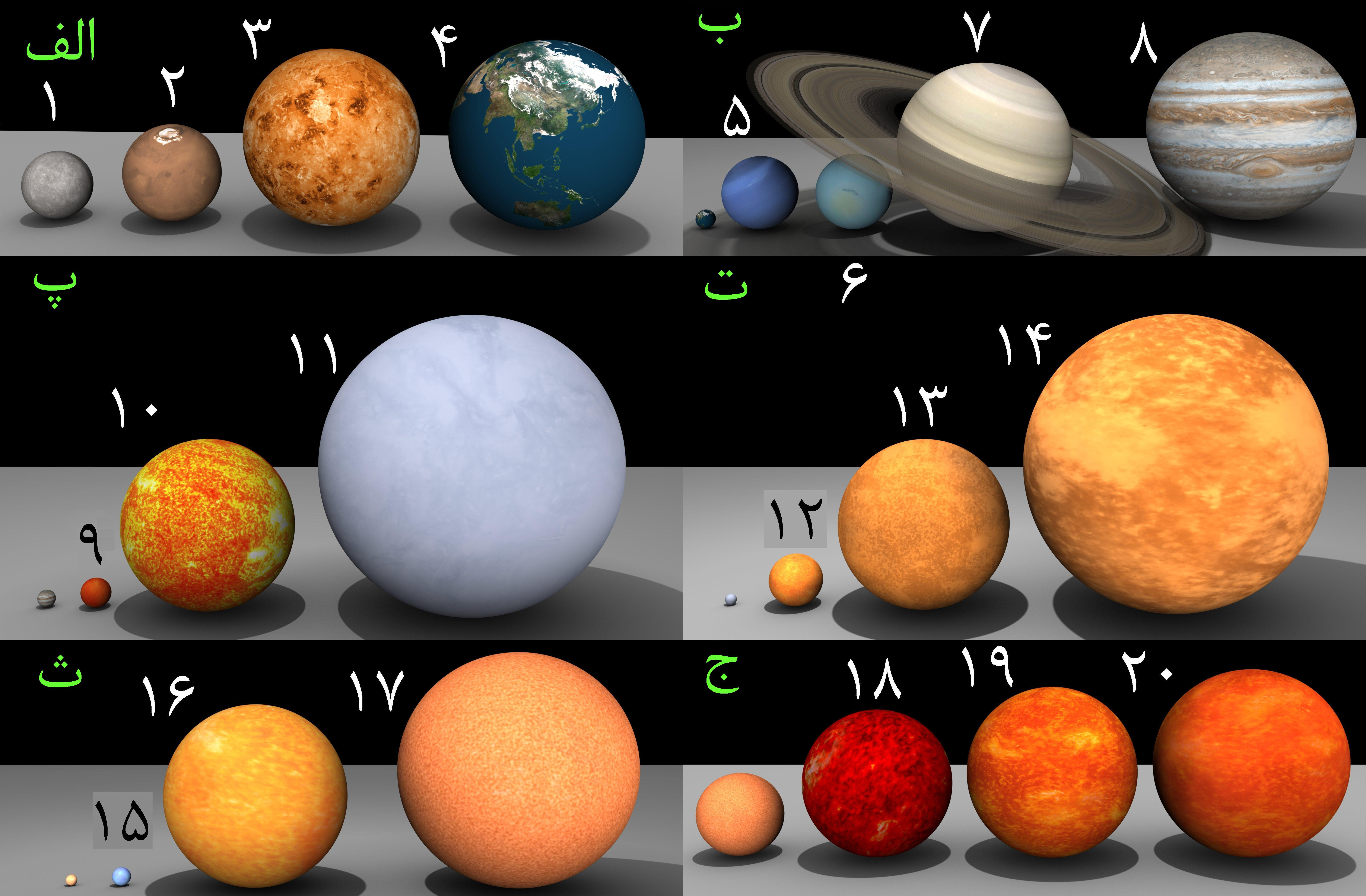
هم‌سنجی سیاره‌های منظومه خورشیدی با تعدادی از ستاره‌های مشهور: الف: زمین (۴) > ناهید (۳) > مریخ (۲) > تیر (۱) ب: مشتری (۸) > زحل (۷) > اورانوس(۶) > نپتون (۵) > زمین (بدون شماره) پ: شباهنگ (۱۱) > خورشید (۱۰) > ولف ۳۵۹ (۹) > مشتری (بدون شماره) ت: دبران (۱۴) > نگهبان شمال (۱۳) > رأس پیکر پسین (۱۲) > شباهنگ (بدون شماره) ث: ابط‌الجوزا (۱۷) >قلب عقرب (۱۶) > پای شکارچی (۱۵) > دبران (بدون شماره) ج: وی‌وای سگ بزرگ (۲۰) >وی‌وی قیفاووس (۱۹) > مو قیفاووس (۱۸) > ابط‌الجوزا (بدون شماره)